# Cession
Cession innebär en borgenärs överlåtelse av en fordran till en annan person utan gäldenärens medverkan.
Inom folkrätten betyder cession avträdelse av ett territorium från en stat till en annan genom avtal. Det kan röra sig om ett fredsavtal, eller till exempel ett köp.